# 12ª Brigata "Negev"

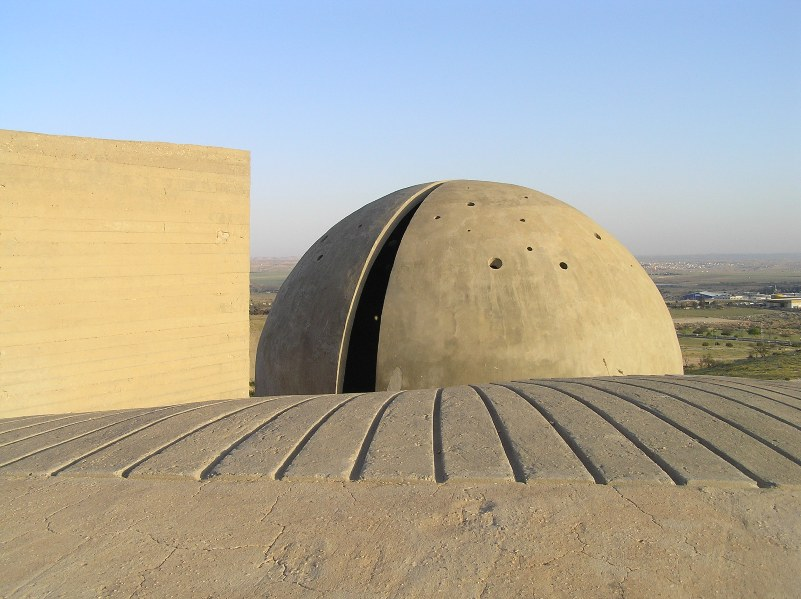
Monumento dedicato alla Brigata Negev

La Brigata Negev (altrimenti detta 12ª Brigata, Hativat HaNagev in ebraico) è stata una Brigata di fanteria israeliana che servì nel corso della guerra arabo-israeliana del 1948. Consisteva di quattro battaglioni del Palmach.
La Brigata Negev partecipò a varie operazioni militari nel deserto del Negev, inclusa l'Operazione Yoav nell'ultima parte della guerra. Fuori Be'er Sheva si trova la scultura di Dani Karavan dedicata alla Brigata Negev.